# Ichneumon perretti
Ichneumon perretti är en stekelart som beskrevs av Heinrich 1956. Ichneumon perretti ingår i släktet Ichneumon och familjen brokparasitsteklar. Inga underarter finns listade i Catalogue of Life.